# Куйтежское сельское поселение
Ку́йтежское сельское поселение — муниципальное образование в составе Олонецкого национального района Республики Карелия Российской Федерации. Административный центр — деревня Куйтежа.

## Население
| 2009 | 2010 | 2012 | 2013 | 2014 | 2015 | 2016 |
| ---- | ---- | ---- | ---- | ---- | ---- | ---- |
| 1003 | ↘778 | ↘770 | ↘758 | ↘733 | ↘708 | ↘666 |
| 2017 | 2018 | 2019 | 2020 | 2021 | 2023 |      |
| ↗668 | ↗672 | ↘652 | ↘639 | ↘513 | ↘447 |      |

## Географическое положение
- Местонахождение: восточная часть Олонецкого района
- По территории поселения протекает река Болотная

## Населённые пункты
В сельское поселение входят 4 населённых пункта:
| № | Населённый пункт | Тип населённого пункта | Население |
| - | ---------------- | ---------------------- | --------- |
| 1 | Куйтежа          | деревня                | ↘576      |
| 2 | Мегрозеро        | деревня                | ↗3        |
| 3 | Речная Сельга    | посёлок                | ↘134      |
| 4 | Сельга           | деревня                | ↘45       |